# Ninn Worx
Ninn Worx ist eine US-amerikanische Produktionsfirma für Pornofilme mit Sitz in Norco, Kalifornien.
Die Firma wurde von dem Regisseur Michael Ninn 2003 gegründet. Ninn Worx' immer wieder mit Preisen der Pornobranche ausgezeichneten Hochglanz-Filme sind für ihre hohe Produktions- und Qualitätsstandards, Kunst, Kreativität und Ästhetik bekannt und mit Darstellerinnen wie (Wanda Curtis, Angel Cassidy, Michelle Wild, Terri Summers, Jodie Moore, Jana Cova, Justine Joli, Nikky Blond, Sophie Moone, Brittney Skye) besetzt. Bekannte Filme und Filmreihen von Ninn Worx sind beispielsweise: „Euroglam“, „Fetish – The Dream Scape“, „Catherine“, „Fem“ „Innocence“, „Soloerotica“, „Lost Angels“, „Sacred Sin“ und „Neo Pornographia“.
Im Januar 2006 wurde bekannt, dass nach drei Jahren Zusammenarbeit mit „Pure Play Media“ Michael Ninn mit seiner Produktionsfirma zum 1. Januar 2006 zu „Red Light District“ gewechselt ist. Diese Entscheidung hatte vorerst keinerlei Auswirkungen auf den Europa-Vertrieb von Ninn Worx, der seit 2005 über die Private Media Group bzw. in Deutschland über VPS erfolgte. Nach der einjährigen Vertriebsbeziehung mit Red Light District, wurden alle Verkäufe sowie der Vertrieb nun von Ninn Worx selbst abgewickelt. Ninn Worx General Manager Tom Deniro wurde zum Verkaufs- und Vertriebsleiter bestimmt. Die Firma plante im Jahr 2007 insgesamt 24 Titel zu produzieren und zu vertreiben. Das erste selbstvertriebene Werk war „Through Her Eyes“ mit Faith Leon.
Anfang 2006 nahm Michael Ninn die Deutsche Regisseurin Lorraine Sisco unter Vertrag. Sisco produzierte und fuehrte bei fünf Ninn Worx Filmen Regie, bevor Michael Ninn sie zur Ninn Worx Haupt-Produzentin machte.
Seit Mitte 2006 produziert Sisco alle Ninn Worx Filme.
Im Februar 2007 wurde bekannt, dass Renetia McDaniel und Alicia Ferro zum Ninn Worx Vertriebsteam wechselten. McDaniel hatte vorher mit Mark Hamilton bei LFP Video und Pulse Distribution gearbeitet und übernahm nun die Position des Director of Operations.
Als Marketing Director wurde Alicia Ferro, die Ehefrau des Regisseurs Axel Braun verpflichtet.
Mitte 2007 schloss sich Michael Ninn zusammen mit der Firma Spearmint Rhino zu NinnWorx_SR zusammen. Unter diesem Label sollten fortan alle Filme von Michael Ninn erscheinen. Er brachte dazu seinen gesamten Backkatalog sowie seinen Namen in die Firma ein. Michael Ninn selber hielt 49 % an diesem Joint Venture.
Im Oktober 2007 verkündete Ninn Worx, dass die Firma die Darsteller Brea Bennett, Nikki Kane, Cassidey Rae, Jana Jordan und Renee Perez unter Vertrag genommen hatte.
Mitte Juni 2008 gab Michael Ninn bekannt, dass er sich von Spearmint Rhino getrennt habe. Er plant bereits eine neue Firma. Da er an seinem bisherigen Namen („Michael Ninn“) rechtlich keinen Anspruch mehr hat (der Name gehört nach wie vor Spearmint Rhino), nennt er seine neue Firma IMNINN.

## Auszeichnungen
- 2005: AVN Award: Best Foreign All-Sex Release (Lost Angels: Katsumi)
- 2006: AVN Award: Best Art Direction – Video – Catherine
- 2006: AVN Award: Best Couples Sex Scene – Video – Porn Star (Brittney Skye & Tommy Gunn)
- 2006: AVN Award: Best Director – Michael Ninn – Neo Pornographia
- 2006: AVN Award: Best Packaging – Catherine
- 2007: AVN Award: Best Art Direction – Video – Sacred Sin, John Sykes
- 2007: AVN Award: Best Music – Sacred Sin, Eddie Van Halen and Loren Alexander
- 2007: AVN Award: Best Online Marketing Campaign – Individual Project – Sacred Sin
- 2007: AVN Award: Best Overall Marketing Campaign – Individual Project – Sacred Sin
- 2007: AVN Award: Best Videography – Sacred Sin, Barry Wood